# Ivić Pašalić
Ivić Pašalić (Šujica, Tomislavgrad, 3. studenoga 1960.), hrvatski liječnik, političar i poduzetnik. 

## Životopis
Poslije završenog srednjoškolskog obrazovanja u Zagrebu, 1980. upisuje Medicinski fakultet Sveučilišta u Zagrebu, gdje diplomira 1986. Potom slijedi postdiplomski studij Kliničke farmakologije pri Medicinskom fakultetu Sveučilišta u Zagrebu (1987.) te specijalizacija iz Interne medicine (Bolnica za plućne bolesti i TBC Klenovnik, 1990.).
Liječnički posao započeo je 1986. u Domu zdravlja u Ivancu, gdje je proveo dvije godine. Zatim u Bolnici za plućne bolesti i TBC Klenovnik (od 1988. do 1991.), gdje je obnašao i dužnost ravnatelja (1991. – 1992.). Ravnateljom Zatvorske bolnice u Zagrebu postaje 1992. godine. 

## Politički život
Pašalić je 1989. odnosno 1990. suosnivač HDZ-a u Varaždinu i Ivancu. U razdoblju od 1990. do 2002. aktivno sudjeluje u političkom životu Hrvatske. Za zastupnika u Hrvatskom državnom saboru izabran je u tri mandata (1990. – 2002.). Bio je predsjednik Izvršnog odbora HDZ-a (1992. – 1993.), član Predsjedništva HDZ-a (1992. – 2000.), savjetnik Predsjednika Republike dr. Franje Tuđmana za unutarnju politiku (1993. – 1999.), potpredsjednik HDZ-a (1995. – 2000.), šef izbornog stožera dr. Franje Tuđmana na predsjedničkim izborima 1997., potpredsjednik Hrvatskog državnog sabora (2000.), ravnatelj Zaklade hrvatskog državnog zavjeta (1995. – 2002.).
Na drugim unutarstranačkim izborima u HDZ-u nakon Tuđmanove smrti, 2002. godine je izabran za predsjednika stranke, ali je Ivo Sanader s pomoćnicima navodno lažirao rezultate izbora. O tome su tada govorili Pašalić i simpatizeri njegovog tima, a kasnije su isto potvrdili i Branimir Glavaš i Ivan Drmić, uz Sanadera i Vladimira Šeksa, sudionici krađe glasova.

Nakon preuzimanja HDZ-a od strane Sanaderovog kruga ljudi, pri čemu je Pašalić izbačen iz stranke, 2002. je utemeljio Hrvatski blok - pokret za modernu Hrvatsku. 
Između ostaloga, zalagao se za provedbu lustracije nakon završetka Domovinskog rata.
U kampanji za izbore u HDZ-u 2012. lobirao je za Milana Kujundžića.

## Ostalo
Ivić Pašalić danas je poduzetnik, vlasnik više firmi (Kapital Konzalting - u stečaju, Odra Servis, Mundus Viridis).
Oženjen je i otac je troje djece sa suprugom Ksenijom.

## Kontroverze
Tijekom kampananje za izbore u HDZ-u 2002. i kasnije Pašalića se medijski optuživalo za korupciju. Takve optužbe često su iznosili najmoćniji političari u Hrvatskoj 2000-ih, Stipe Mesić, predsjednik RH tijekom dva mandata i Ivo Sanader, predsjednik vlade RH u dva mandata. Za optužbe nisu izneseni nikakvi dokazi pa protiv Pašalića nije podignuta niti jedna prijava. Medijska kampanja koja je presudno utjecala na javno mišljenje o njemu imala je, uz detuđmanizaciju, najznačajniji utjecaj na Pašalićev izlazak iz aktivnog bavljenja politikom.